# Eudoxia Streshneva
Eudoxia Lukyanovna Streshnyova (Ryska:Евдокия Лукьяновна Стрешнёва), född 1608, död 18 augusti 1645, var rysk kejsarinna (tsaritsa) 1625-1645, gift med tsar Mikael I av Ryssland och mor till tsar Aleksej Michajlovitj.

## Biografi

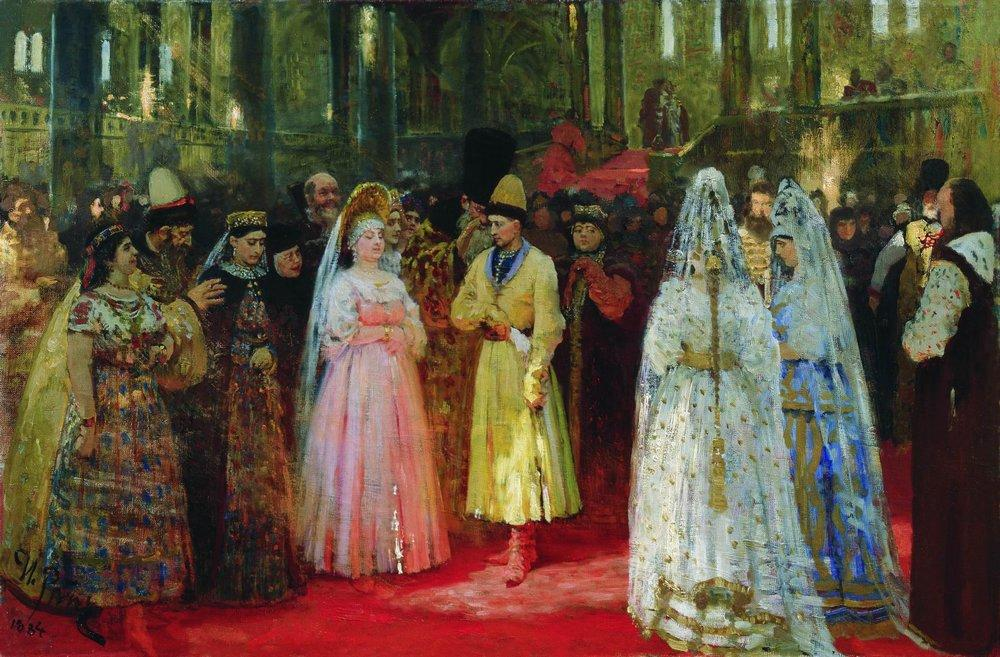
Michail Fjodorovitj väljer sin brud målning av Ilja Repin.

Eudoxia Streshneva var dotter till adelsmannen Lukyan Stepanovich Streshnyov och Anna Konstantinovna Volkonskaya. Hon blev tidigt moderlös och fadern, som var fattig, överlät vårdnaden om henne till hennes mors förmögna släkt. 

### Giftermålet
Hon valdes ut av tsaren bland andra adliga döttrar i en brudparad, som anordnades för att tsaren skulle kunna välja en äktenskapspartner bland döttrar till bojarerna. Tsaren vägrade i början att alls välja, men valde till slut Eudoxia Streshneva på grund av hennes mildhet, skönhet och artighet. 
Valet var kontroversiellt, eftersom hon egentligen inte ansågs ha tillräckligt hög status, men tsaren vägrade ändra sig. Enligt legenden ville han rädda henne från hennes släkt, som ska ha behandlat henne illa. Vigseln ägde rum 5 februari 1626. Den skedde med ovanlig snabbhet och det anses ha haft något att göra med det faktum att tsarens två föregående brudar hade avlidit mycket snabbt efter bröllopet.

### Tsaritsa
Eudoxia Streshneva var under sin tid som tsaritsa djupt beroende av sin svärmor, nunnan Marfa Ivanovna, som dominerade hovet. De delade biktfader och svärmodern valde också ut hennes barns lärare och följde med henne under hennes officiella besök till olika kloster. Hon födde ingen son förrän 1633, något som utsatte henne för stark press. Efter att den sista sonen föddes 1639, inträdde en brytning i förhållandet med maken. 
Eudoxia Streshneva anses inte ha utövat något inflytande över politiken, men hon grundande flera välgörenhetsorganisationer och gav stöd åt kyrkan och de fattiga. Hon avled snart efter maken.